# Acrocera plebeia
Acrocera plebeia är en tvåvingeart som beskrevs av Enrico Adelelmo Brunetti 1926. Acrocera plebeia ingår i släktet Acrocera och familjen kulflugor. Inga underarter finns listade i Catalogue of Life.